# Tympanuchus
Genre
Le genre Tympanuchus comprend trois espèces de Tétras d'Amérique du Nord (appartenant à la famille des Phasianidae).

## Liste des espèces
D'après la classification de référence (version 2.2, 2009) du Congrès ornithologique international (ordre phylogénique) :
- Tétras à queue fine — Tympanuchus phasianellus (Linnaeus, 1758)
- Tétras pâle — Tympanuchus pallidicinctus (Ridgway, 1873)
- Tétras cupidon — Tympanuchus cupido (Linnaeus, 1758)